# (574372) 2010 JO179
2010 JO179 ist ein transneptunisches Objekt, das als SDO oder als Resonantes KBO (5:21–Resonanz) eingestuft wird. Der Himmelskörper ist derzeit eines der größten Objekte, das von der IAU bislang noch keine Kleinplaneten-Nummer erhalten hat. Aufgrund seiner Größe ist der Asteroid ein Zwergplanetenkandidat.

## Entdeckung
2010 JO179 wurde im Rahmen des Pan-STARRS-Outer Solar System Survey-Programmes am Haleakala-Observatorium auf Maui (Hawaii) entdeckt. Seine Entdeckung wurde am 15. September 2017 durch ein Astronomenteam um Matthew J. Holman und drei Tage später durch das Minor Planet Center bekanntgegeben.
Nach seiner Entdeckung auf Aufnahmen vom 10. Mai 2010 ließ sich 2010 JO179 auf Fotos vom 11. Mai 2005 identifizieren und so seine Umlaufbahn genauer berechnen. Seither wurde 2010 JO179 mit erdbasierten Teleskopen beobachtet. Im Dezember 2018 lagen insgesamt 125 Beobachtungen über einen Zeitraum von 13 Jahren vor.

## Eigenschaften

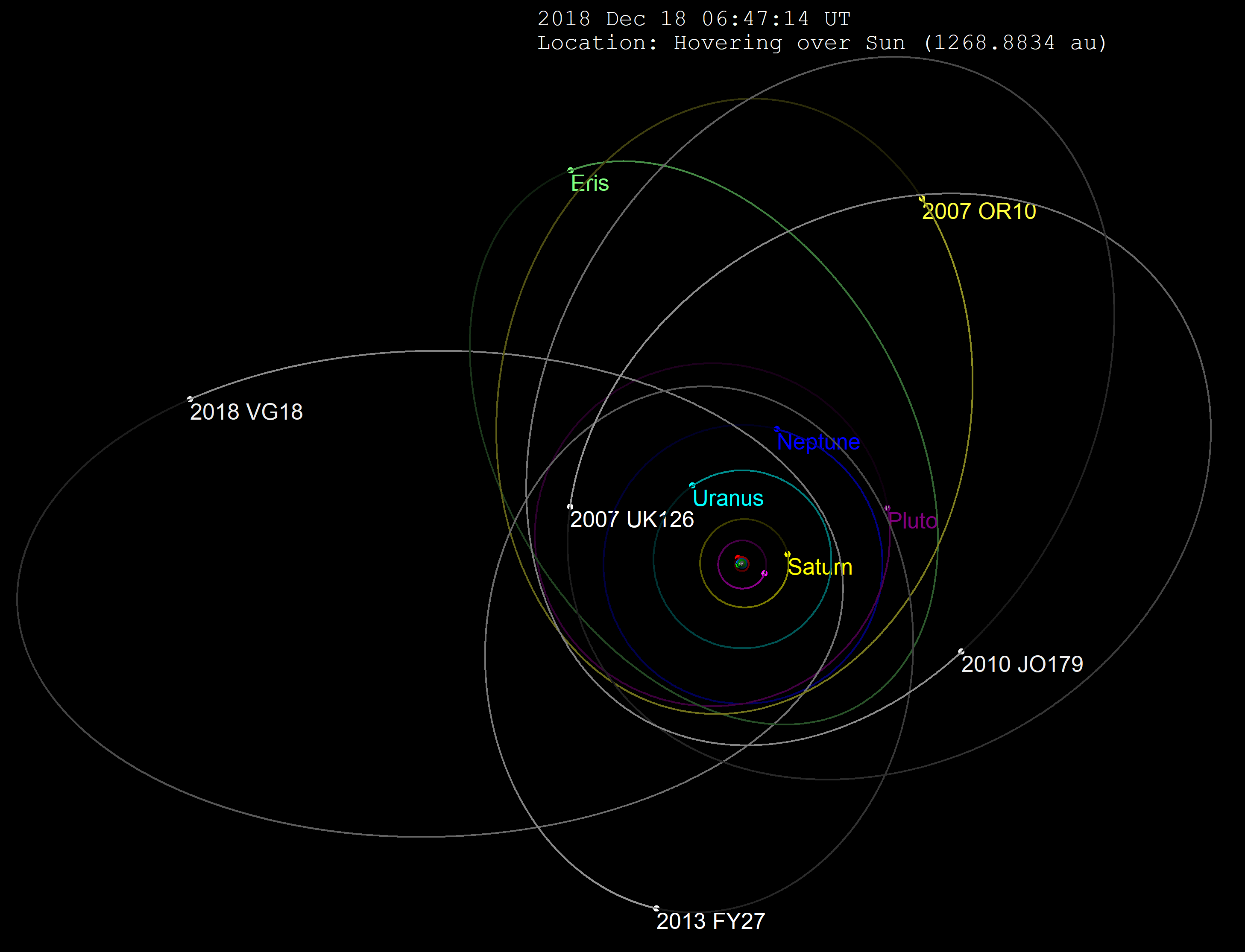
Die Bahn von 2010 JO_{179} (weiß) im Vergleich zu anderen entfernten Planetoiden.

### Umlaufbahn
2010 JO179 umkreist die Sonne in 704,06 Jahren auf einer stark elliptischen Umlaufbahn zwischen 39,61 AE und 118,67 AE Abstand zu deren Zentrum. Die Bahnexzentrizität beträgt 0,500, die Bahn ist 32,03° gegenüber der Ekliptik geneigt. Gegenwärtig befindet der Asteroid sich nahe seinem Aphel in etwa 80 AE Entfernung. Der letzte Periheldurchlauf erfolgte im Jahre 1952; der nächste müsste sich somit im Jahre 2656 ereignen. 
Das MPC klassifiziert 2010 JO179 als Scattered Disc Object, während die Entdecker ihn als RKBO mit einer 5:21–Resonanz einordnen.

### Größe
Gegenwärtig wird von einem Durchmesser etwa 600 km ausgegangen; es ist daher davon auszugehen, dass 2010 JO179 sich im hydrostatischen Gleichgewicht befindet und der Asteroid damit zu den Zwergplanetenkandidaten gehört, basierend auf dem taxonomischen 5-Klassen-System von Mike Brown. Letzterer schätzt selbst den Durchmesser des Asteroiden auf 574 km auf Basis einer angenommenen Albedo von 9 % und einer absoluten Helligkeit von 4,5 m. Da diese Einschätzung unter 600 km liegt, geht Brown davon aus, dass es sich bei 2010 JO179 nur um wahrscheinlich einen Zwergplaneten handelt. Die Entdecker schätzen den Durchmesser des Asteroiden dagegen auf 600 bis 900 km.
2010 JO179 rotiert außergewöhnlich langsam in 1 Tag, 6 Stunden und 36 Minuten einmal um seine Achse. Daraus ergibt sich, dass der Planetoid in einem 2010 JO179-Jahr 201.692,2 Eigendrehungen („Tage“) vollführt.
Monomodale Lichtkurvenbeobachtungen wiesen neben der Rotationsperiode von 30,6 Stunden auf eine eher runde Form mit signifikanten Albedoflecken hin. Eine alternative Rotationslösung einer bimodalen Lichtkurve wird als weniger wahrscheinlich angesehen. Diese würde die Rotationsperiode verdoppeln und eine ellipsoide Form mit einer Achsenrate von mindestens 1,58 implizieren.
| Jahr                                         | Abmessungen km | Quelle       |
| -------------------------------------------- | -------------- | ------------ |
| 2017                                         | 600 – 900      | Holman u. a. |
| 2018                                         | 702,0          | Johnston     |
| 2018                                         | 574,0          | Brown        |
| Die präziseste Bestimmung ist fett markiert. |                |              |